# Дмитриевка (Спасский район)
Дмитриевка — деревня в Спасском районе Рязанской области. Входит в Выжелесское сельское поселение

## География
Находится в центральной части Рязанской области на расстоянии приблизительно 28 км на восток-северо-восток по прямой от районного центра города Спасск-Рязанский.

## История
Отмечалась еще на карте 1840 года как поселение с 20 дворами. На карте 1850 года показано как поселение с 47 дворами. В 1859 году здесь (тогда деревня Спасского уезда Рязанской губернии) было учтено 45 дворов, в 1897 — 37.

## Население
Численность населения: 257 человек (1859 год), 308 (1897), 6 в 2002 году (русские 100 %), 1 в 2010.